# Bobby Womack
Robert Dwayne "Bobby" Womack, född 4 mars 1944 i Cleveland, Ohio, död 27 juni 2014 i Tarzana, Los Angeles, Kalifornien, var en amerikansk soulmusiker, sångare och låtskrivare. Han var bror till Cecil Womack. 
I början av 1960-talet sjöng de två bröderna gospel under artistnamnet The Womack Brothers och spelade in på Sam Cookes skivbolag SAR Records. Senare bildade de gruppen The Valentinos och spelade in en lång rad soul- och rocklåtar, bland annat "It's All Over Now", skriven av Bobby Womack och hans svägerska Shirley Womack, som The Rolling Stones senare gjorde en cover på.
Womack gifte sig med Sam Cookes änka Barbara Campbell bara några månader efter Cookes död 1964. På 70- och 80-talet nådde Womack framgångar på de amerikanska hitlistorna, bland annat med "Lookin' for a Love" (1974), "Daylight" (1976) och "If You Think You're Lonely Now" (1982). 
Womack gjorde bland annat ledmotivet till filmen Across 110th Street (svensk titel Massakern på 110:e gatan, 1972). Titellåten har återanvänts av Quentin Tarantino i filmen Jackie Brown (1997) och i Ridley Scotts American Gangster (2007).
År 2009 invaldes Womack i Rock and Roll Hall of Fame.

## Diskografi

### Album
- 1968: Fly Me to the Moon (Minit Records)
- 1969: My Prescription (Minit Records)
- 1970: The Womack "Live" (United Artists Records)
- 1971: Communication (United Artists Records)
- 1972: Understanding (United Artists Records)
- 1972: Across 110th Street (United Artists Records)
- 1973: Facts of Life (United Artists Records)
- 1974: Lookin' for a Love Again (United Artists Records)
- 1975: Greatest Hits (United Artists Records)
- 1975: I Don't Know What the World Is Coming To (United Artists Records)
- 1976: Safety Zone (United Artists Records)
- 1975: I Can Understand It (United Artists Records)
- 1976: BW Goes C&W (United Artists Records)
- 1976: Home Is Where the Heart Is (Columbia Records)
- 1977: Pieces (Columbia Records)
- 1979: Roads of Life (Arista Records)
- 1981: The Poet) (Beverly Glen)
- 1984: Poet II (Beverly Glen)
- 1985: So Many Rivers (MCA)
- 1985: Someday We'll All Be Free (Beverly Glen)
- 1986: Womagic (MCA)
- 1987: Last Soul Man (MCA)
- 1989: Save The Children (Solar Records)
- 1994: Soul Seduction Supreme (Castle Records)
- 1994: Resurrection (Continuum)
- 1998: Soul Sensation Live (Sequel Records)
- 1999: Back to My Roots (Capitol Records)
- 1999: Traditions (Capitol Records)
- 2000: Christmas Album (Indigo)
- 2012: The Bravest Man in the Universe

### Singlar
- 1962: "Lookin' for a Love"
- 1964: "It's All Over Now"
- 1968: "Fly Me to the Moon"
- 1968: "What Is This"
- 1969: "How I Miss My Baby"
- 1969: "I Left My Heart in San Francisco"
- 1969: "It's Gonna Rain"
- 1970: "I'm Gonna Forget About You"
- 1970: "More Than I Can Stand"
- 1971: "Communication"
- 1971: "The Preacher (Part 2)/More Than I Can Stand"
- 1972: "Sweet Caroline (Good Times Never Seemed So Good)"
- 1972: "That's The Way I Feel About Cha"
- 1972: "Woman's Gotta Have It"
- 1973: "Across 110th Street"
- 1973: "Harry Hippie"
- 1973: "I'm Through Trying to Prove My Love to You"
- 1973: "Nobody Wants You When You're Down and Out"
- 1974: "Lookin' for a Love"
- 1974: "You're Welcome, Stop on By"
- 1975: "Check It Out"
- 1975: "It's All Over Now"
- 1976: "Daylight"
- 1976: "Where There's a Will, There's a Way"
- 1977: "Home Is Where the Heart Is"
- 1978: "Trust Your Heart"
- 1979: "How Could You Break My Heart"
- 1981: "Secrets"
- 1982: "If You Think You're Lonely Now"
- 1982: "Where Do We Go From Here"
- 1984: "It Takes a Lot of Strength to Say Goodbye"
- 1984: "Love Has Finally Come at Last" (duett med Patti LaBelle)
- 1985: "I Wish He Didn't Trust Me So Much"
- 1985: "Let Me Kiss It Where It Hurts"
- 1985: "Someday We'll All Be Free"
- 1986: "(I Wanna) Make Love to You"
- 1989: "Save the Children"
- 2012: "Please Forgive My Heart"